# Kříž obětem komunismu
Kříž obětem komunismu je památník obětem komunismu umístěný na starém historickém hřbitově u vchodu do dřevěného Kostela všech svatých v Sedlišti v okrese Frýdek-Místek. Nachází se také v pohoří Podbeskydská pahorkatina v Moravskoslezském kraji.

## Další informace
Kříž obětem komunismu je jednoduchý dřevěný kříž s ocelovou trnovou korunou vyrobenou z ostnatého drátu. Na kříži je pamětní deska je symbolickou připomínkou obětí komunismu s textem:
| „ | OBEC SEDLIŠTĚ OBĚTEM KOMUNISMU 1994 | “ |

Kříž byl slavnostně odhalen dne 24. září 1994. Vznikl z iniciativy člena Konfederace politických vězňů České republiky Milo Komínka a obce Sedliště. Kříž posvětil Mons. ThDr. Antonín Huvar. Dílo navrhl Milo Komínek a vytvořil Věroslav Pánek ze Sedliště.